# Euaugaptilus pacificus
Euaugaptilus pacificus is een eenoogkreeftjessoort uit de familie van de Augaptilidae. De wetenschappelijke naam van de soort is voor het eerst geldig gepubliceerd in 1972 door Matthews.